# Maarten Schmidt
Maarten Schmidt (Groningen, 28 de diciembre de 1929-17 de septiembre de 2022) fue un astrónomo neerlandés. Fue el primero en medir las distancias a los lejanos quásares, descubriendo por tanto que su luminosidad es muy elevada, y que probablemente sean los objetos más antiguos que se han observado.

## Biografía
En 1949 se graduó en la Universidad de Groningen, y en 1956 consiguió su doctorado en la Universidad de Leiden, trabajando desde 1953 hasta 1959 en el Observatorio de Leiden. En ese mismo año marchó a los Estados Unidos, consiguiendo un puesto de trabajo en el Caltech, y uniéndose a la plantilla de los observatorios Monte Wilson y Palomar (conocidos más tarde como Observatorios Hale). A partir de 1964 fue profesor de astronomía y entre 1978 y 1980 fue director de los observatorios Hale. Al principio, trabajó en teorías relacionadas con la distribución de masas y la dinámica de las galaxias, así como la formación de estrellas; creó un modelo matemático de la Vía Láctea basado en la información existente de la distribución de las estrellas, del gas, y del polvo interestelar.
Más tarde se centró en el estudio de la luz de las fuentes de radio. Los estudios realizados en 1960 por Alan Sandage y Thomas Matthews, llevaron a Schmidt a identificar en 1963, usando el telescopio reflector de 200 pulgadas del Observatorio Palomar, un objeto visible que correspondía a una fuente de radio, y estudió su espectro. El objeto en cuestión fue bautizado 3C273 (el objeto 273 del tercer catálogo de fuentes de radio de Cambridge). A pesar de que su aparencia de estrella parecía indicarnos que el objeto se encontraba relativamente cerca, su corrimiento hacia el rojo (con el que se mide lo rápido que se aleja de nosotros) era de 0,158, y por tanto se hallaba muy lejos de la Vía Láctea, lo que indicaba que su luminosidad debía de ser enorme, similar a la de cien galaxias. De hecho, se calculó que se encuentra a unos mil millones de años luz de nosotros. Schmidt llamó a estos objetos quásares (quasi-stellar objects, «objetos casi estelares»), y, desde entonces, se han identificado cientos de ellos.
El descubrimiento de los cuásares impulsó las investigaciones de otros objetos astronómicos extraños tales como los púlsares o los agujeros negros. De hecho, se cree que algunos agujeros negros de enorme masa podrían ser fuentes de la tremenda energía de ciertos cuásares.

## Honores
- 1964, Premio Helen B. Warner en Astronomía
- 1968, Medalla Rumford
- 1968, Medalla Karl Schwarzschild
- 1978, Henry Norris Russell Lectureship
- 1979, Premio Jansky
- 1980, Medalla de oro de la Real Sociedad Astronómica
- 1991, Medalla James Craig Watson
- 1992, Medalla Bruce
- 2008, Kavli Prize de Astrofísica
- Asteroide (10430) Martschmidt